# Moral (literatura)
Uma moral (do latin morālis) é uma mensagem transmitida ou uma lição a ser aprendida a partir de uma história ou evento. A moral pode ser deixada ao ouvinte, ao leitor ou ao espectador para determinar por si mesmo, ou pode ser explicitamente encapsulada em um aforismo.

## Morais
Como exemplo de um aforismo explícito, no final da fábula de Esopo da Lebre e a Tartaruga, em que a tartaruga ardilosa e determinada ganhou uma corrida contra a lebre muito mais rápida, mas extremamente arrogante, a moral declarada é "lenta e estável ganha a corrida". No entanto, outras morais podem muitas vezes ser tomadas a partir da própria história; Por exemplo, que a arrogância ou o excesso de confiança em suas habilidades podem levar ao fracasso ou à perda de um evento ou competição.
O uso de personagem modelo é um meio de transmitir a moral da história, eliminando a complexidade da personalidade e retratando as questões que surgem na interação entre os personagens, permite para o escritor gerar uma mensagem clara. Com caracteres mais arredondados, como os tipicamente encontrados nas peças de Shakespeare, a moral pode ser mais matizada, mas não menos presente, eo escritor pode apontá-la de outras maneiras (ver, por exemplo, o Prologo de Romeu e Julieta).

## Artes e Moral
Ao longo da história da literatura gravada, a maioria da escrita ficcional tem servido não só para entreter, mas também para instruir, informar ou melhorar as suas audiências ou leitores. No drama clássico, por exemplo, o papel do coro era comentar os procedimentos e traçar uma mensagem para o público levar com eles; Enquanto os romances de Charles Dickens são um veículo para a moral no sistema social e econômico vitoriano.
A moral têm sido tipicamente mais óbvia na literatura infantil, às vezes até mesmo introduzindo frases como: "A moral da história é ...". Tais técnicas explícitas cresceram cada vez mais fora de moda na narrativa moderna, e agora são geralmente apenas incluídos para fins irônicos.
Alguns exemplos são: "Melhor prevenir do que remediar" (princípio de precaução), "O mal não merece ajuda", "Ser amigo de quem você não gosta", "Não julgar as pessoas pelo jeito que elas olham", "Continuamente ganha a corrida "," Uma vez começado pelo caminho escuro, para sempre vai segurar o seu destino ", e " Sua superconfiança é a sua fraqueza ". Fábulas de Esopo são as mais famosas histórias com fortes conclusões morais.